# Steve Burtt
Steven Dwayne Burtt, detto Steve (New York, 5 novembre 1962), è un ex cestista statunitense, professionista nella NBA, in Francia, Grecia e Italia.
È il padre del cestista Steven "Steve" Burtt.

## Carriera
Tra il 1984 e il 1993 Burtt ha disputato 101 partite in NBA. Durante questo periodo, ha spesso giocato anche in altre leghe statunitensi.
Nel 1992 aveva iniziato la stagione in Grecia, all'Īraklīs Salonicco, dove era il secondo miglior realizzatore del campionato. Tuttavia, nel novembre dello stesso anno è stato sospeso a vita dalla federazione greca poiché all'aeroporto di Salonicco è stato fermato dalla polizia con l'accusa di essere rientrato da New York con un quantitativo di hashish e cocaina nel proprio bagaglio.
La sua prima esperienza nel campionato italiano risale alla stagione 1994-1995, quando è stato ingaggiato dalla Pallacanestro Trieste. Burtt ha esordito alla 10ª giornata di andata, e ha chiuso quel campionato di Serie A1 realizzando 29,9 punti a partita.

A Venezia nel 1995-1996

L'anno successivo è sceso in Serie A2 alla Reyer Venezia, di cui è stato trascinatore offensivo con i suoi 31,5 punti realizzati in regular season e 29,9 punti di media nei play-off. Nella decisiva gara5 delle finali play-off vinta in rimonta contro Rimini, Burtt ha realizzato 41 punti con 9/15 da due, 3/4 da tre e 14/16 ai liberi. La squadra tuttavia non si iscriverà al campionato successivo per motivi economici.
Nel 1996-97 è tornato alla Pallacanestro Trieste in Serie A1. Qui ha giocato solo le prime 17 giornate, prima di fermarsi per un infortunio. Fino a quel momento aveva segnato 34,1 punti a partita, rendimento che gli ha consentito di essere il capocannoniere di quel campionato per media punti.
Nell'estate del 1997 ha accettato l'offerta dell'Andrea Costa Imola (Serie A2) guidata in panchina da Francesco Vitucci, che era stato già suo tecnico nell'anno di Venezia che si era concluso con la promozione. A livello personale Burtt si è laureato nuovamente capocannoniere (27,9 la sua media punti in regular season, 23,0 quella nei play-off), mentre la stagione della squadra si è conclusa con la vittoria dei play-off e la salita nella massima serie. Per il club imolese è stato un risultato storico, in quanto i biancorossi fino a quel momento non avevano mai raggiunto la A1.
Ha giocato nuovamente in Serie A2 nel campionato 1998-1998, quando è stato ingaggiato dalla Scandone Avellino a fine ottobre a stagione in corso. Con la formazione irpina ha viaggiato a 24,8 punti di media in stagione.
Trentasettenne, Burtt è approdato alla Dinamo Sassari (Serie A2) nel gennaio del 2000 per sostituire il connazionale George Banks. È stata questa la sua ultima parentesi italiana, chiusa con una media di 22,9 punti a gara.